# Бортниківська сільська рада (Фастівський район)
| Бортниківська сільська рада — колишній орган місцевого самоврядування у Фастівському районі Київської області з адміністративним центром у с. Бортники. Водоймища на території, підпорядкованій даній раді: річка Кам'янка. Сільській раді були підпорядковані населені пункти: - с. Бортники |

## Склад ради
Рада складалася з 12 депутатів та голови.

### Керівний склад ради
| ПІБ                            | Основні відомості                                                               | Дата обрання | Дата звільнення |
| ------------------------------ | ------------------------------------------------------------------------------- | ------------ | --------------- |
| Попович Анатолій Станіславович | Сільський голова, 1970 року народження, освіта                                  | 26.03.2006   | 31.10.2010      |
| Попович Анатолій Станіславович | Сільський голова, 1970 року народження, освіта середня спеціальна, безпартійний | 31.10.2010   |                 |

Примітка: таблиця складена за даними джерела